# La buena vida (film 2008)
La buena vida è un film del 2008 diretto da Andrés Wood.